# جايسون ويلسون (موسيقي)
جايسون ويلسون هو موسيقي ومؤرخ كندي، ولد في 31 مايو 1970.

## وصلات خارجية
- الموقع الرسمي
- جايسون ويلسون على موقع IMDb (الإنجليزية)
- جايسون ويلسون على موقع ميوزك برينز (الإنجليزية)